# Joaquín Maldonado Macanaz
Joaquín Maldonado Macanaz (Íscar, 16 de febrero de 1833-Madrid, 17 de noviembre de 1901) fue un periodista, historiador, escritor y político español.

## Biografía
Nació en la localidad vallisoletana de Íscar el 16 de febrero de 1833. Doctor en Derecho, fue jefe de Administración, catedrático de Historia colonial en la Universidad Central y académico de la Historia. En el plano político obtuvo escaño de diputado a Cortes en las elecciones de 1876 por el distrito salmantino de Sequeros, con el Partido Liberal-Conservador, además de ser más adelante senador. Maldonado, que incursionó en la literatura y la crítica histórica, como periodista se dio a conocer en Madrid dirigiendo La Unión (1854-1855) y siendo redactor de El Criterio, El Montepío Universal y El Diario Español. Perteneció a la redacción de La Época desde 1866 a 1900, con un intervalo de algunos años en los que dirigió El Acta. Fue también redactor de El Cronista y colaboró en La Gaceta, Revista de España y otros diarios y revistas, además de en el Boletín de la Real Academia de la Historia. Falleció en Madrid en 17 de septiembre de 1901.